# TT66
| Aa5 · p | w |

| Aa5 · p | w |

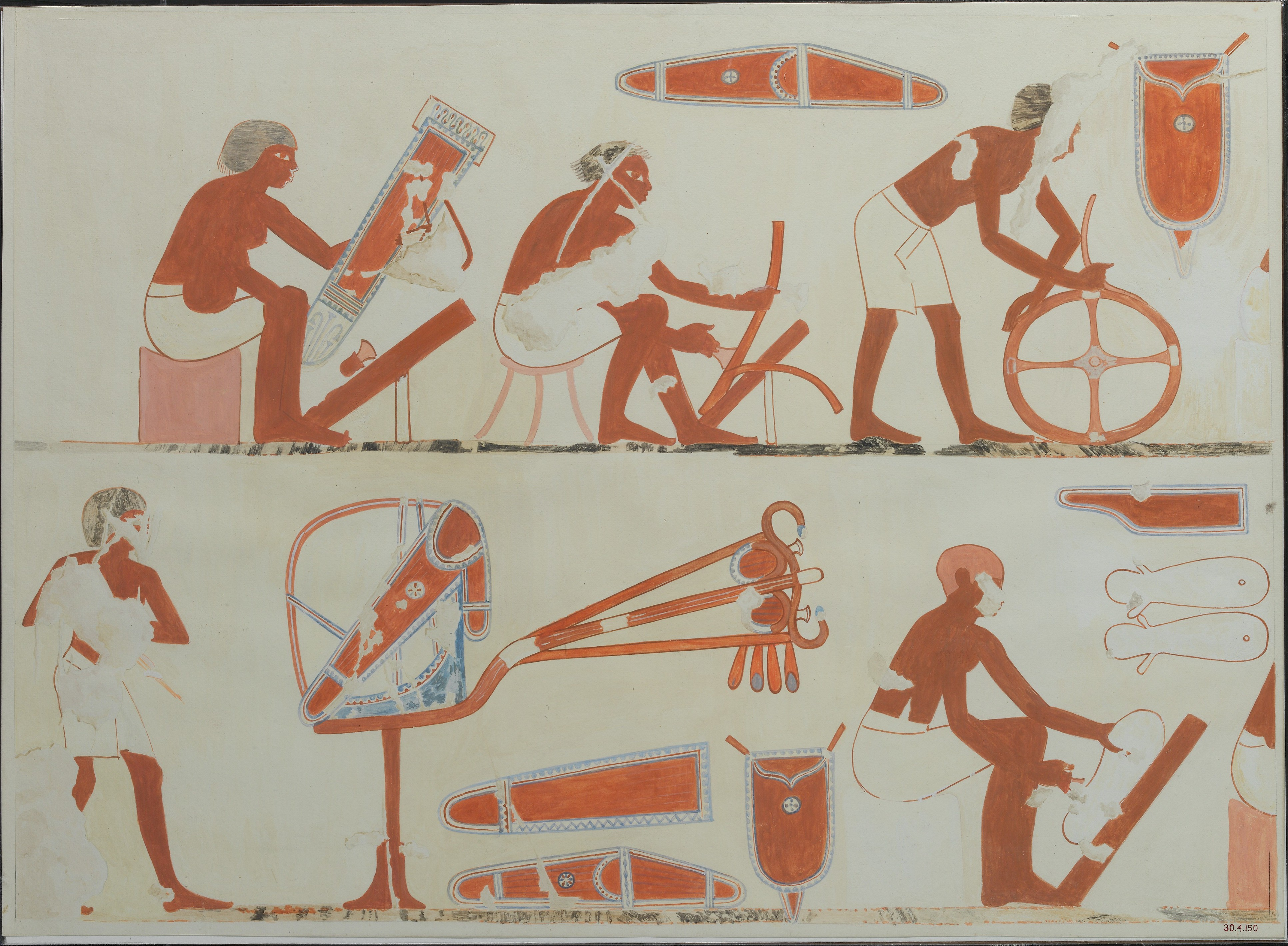
Lavorazione del legno e dei pellami, da un acquerello di N. de Garis Davies (Metropolitan Museum, cat. MET DP226605)

TT66 (Theban Tomb 66) è la sigla che identifica una delle Tombe dei Nobili ubicate nell’area della cosiddetta Necropoli Tebana, sulla sponda occidentale del Nilo dinanzi alla città di Luxor, in Egitto. Destinata a sepolture di nobili e funzionari connessi alle case regnanti, specie del Nuovo Regno, l'area venne sfruttata, come necropoli, fin dall'Antico Regno e, successivamente, sino al periodo Saitico (con la XXVI dinastia) e Tolemaico.

## Titolare
TT66 era la tomba di:
| Titolare | Titolo | Necropoli           | Dinastia/Periodo            | Note                                                                           |
| -------- | ------ | ------------------- | --------------------------- | ------------------------------------------------------------------------------ |
| Hepu     | Visir  | Sheikh Abd el-Qurna | XVIII dinastia (Thutmosi IV | versante nord-est della collina, a nord-ovest della TT67 e subito dopo la TT65 |

## Biografia
Hebu, Visir sotto Thutmosi IV (?), ebbe per moglie Rennai.

## La tomba
TT66 si sviluppa con forma a "T" rovesciata tipica di analoghe sepolture della XVIII dinastia. L'ingresso si apre in una corte e a un breve corridoio di accesso segue una camera trasversale, in cui Hebu assiste ai lavori di alcuni artigiani: scultori, lavoratori di pellame, fabbri e vasai nell'atto di produrre vasi con teste di stambecco, o di toro, una statua di personaggio inginocchiato, una testa di falco in oro e un carro; poco discosto, liste di offerte e testi sacri. Sono ravvisabili i resti di un dipinto di processione funeraria con alcuni uomini che recano rami ed altri prostrati, nonché i resti di un banchetto con musici e cantori. Su un'altra parete l'insediamento come visir dinanzi a Thutmosi IV e resti di un testo attinente alle funzioni dell'incarico ricoperto.
Un breve passaggio consente l'accesso a una piccola camera finale in cui i resti di alcune scene riguardano un figlio in offertorio dinanzi ai genitori, scene del trasporto funebre e cerimonie connesse, con offerte di giare di vino alla dea Renenet-Thermutis. Altre scene, molto danneggiate, rappresentano il defunto a pesca; sul fondo, due statue, non iscritte, del defunto e della moglie.

### Annotazioni
1. ↑  La prima numerazione delle tombe, dalla numero 1 alla 253, risale al 1913 con l’edizione del "Topographical Catalogue of the Private Tombs of Thebes" di Alan Gardiner e Arthur Weigall. Le tombe erano numerate in ordine di scoperta e non geografico; ugualmente in ordine cronologico di scoperta sono le tombe dalla 253 in poi.
2. ↑  I campi della Duat, ovvero l'aldilà egizio, si trovavano, secondo le credenze, proprio sulla riva occidentale del grande fiume.
3. ↑  Nella sua epoca di utilizzo, l'area era nota come "Quella di fronte al suo Signore" (con riferimento alla riva orientale, dove si trovavano le strutture dei Palazzi di residenza dei re e i templi dei principali dei) o, più semplicemente, "Occidente di Tebe".
4. ↑  le Tombe dei Nobili, benché raggruppate in un'unica area, sono di fatto distribuite su più necropoli distinte.
5. ↑  Le note, sovente di inquadramento topografico della tomba, sono tratte dal "Topographical Catalogue" di Gardiner e Weigall, ed. 1913 e fanno perciò riferimento alla situazione dell'epoca.

### Fonti
1. ↑  Porter e Moss 1927,  p. 125.
2. ↑  Gardiner e Weigall 1913.
3. ↑  Donadoni 1999,  p. 115.
4. ↑  Gardiner e Weigall 1913, pp. 22-23.
5. ↑  Porter e Moss 1927,  p. 132.
6. ↑  Porter e Moss 1927,  planimetria p. 124.
7. ↑  Porter e Moss 1927,  pp. 132-133.